# От всей души
«От всей души́» — популярный в СССР цикл художественно-публицистических телевизионных передач, готовившийся главной редакцией программ для молодёжи Центрального телевидения и транслировавшихся по Первой программе ЦТ в 1972—1987 годах. Первая в СССР «поисковая» телепередача, соединявшая десятилетия назад разлучившихся и потерявших друг друга из виду близких людей. Героями были обыкновенные люди, на материалах биографий которых создавался образ трудового советского человека. Кульминационный момент передач — подготовленные её авторами и неожиданные для героев встречи с много лет назад потерянными из виду родными, друзьями и возлюбленными, происходившие на записи выпуска, перед камерами. За 15 лет вышло 52 выпуска, снимавшихся в разных городах Советского Союза. Ведущая передач Валентина Леонтьева за участие в создании цикла удостоена Государственной премии СССР (1975).

## Съёмочная группа
- Ведущая — Валентина Леонтьева[1]
- Авторы — Марианна Краснянская, Лариса Муравина, Аркадий Инин, Йозеф Клементиновский[1], Кира Прошутинская[2] и другие.
- Режиссёры — Игорь Романовский[1], Владимир Акопов (с 10-го выпуска)[2][3]
- Операторы — Владимир Радзиевский, Александр Платонов[2]

Художник-постановщик Юрий Трусевич

## История
Идея передачи принадлежала радиожурналисту программы иностранного вещания Гостелерадио Йозефу Клементиновскому и основывалась на формате передачи телевидения ГДР, ключевым моментом которой была съёмка непосредственной реакции человека на подготовленный авторами программы сюрприз. К воплощению замысла были привлечены коллеги из главной редакции программ для молодёжи Центрального телевидения Марианна Краснянская и Лариса Муравина, сатирик Аркадий Инин и режиссёр Игорь Романовский. Первоначально передачу предполагалось делать в юмористическо-лирическом ключе, с элементами розыгрыша, но в процессе разработки идея трансформировалась. Итогом стал цикл передач, посвящённый жизни и судьбам простых людей из глубинки, на материале биографий которых создавался образ поколения, пережившего Великую Отечественную войну. Судьбы героев передач представлялись зрителю в контексте истории рабочего коллектива, сценарий строился таким образом, чтобы главные действующие лица до последнего момента не догадывались о своей роли в передаче.
Изначально на роль ведущего предполагался Йозеф Клементиновский, обладавший раскованностью, остроумием и находчивостью, но его кандидатура была отвергнута руководством из-за «западной манеры». Из четырёх участников конкурса на ведущего режиссёр Игорь Романовский выбрал Валентину Леонтьеву, им же был сделан окончательный выбор названия передачи.
Запись первого выпуска, посвящённого жизни коллектива Московского комбината твёрдых сплавов, состоялась 3 июня 1972 года во Дворце культуры завода «Серп и молот». 13 июля передача вышла в эфир на Первой программе ЦТ.
Согласно свидетельству создателей передачи, героев и сюжеты первых выпусков они выбирали по своему усмотрению, с ростом популярности передачи указания о темах и героях, связанные с советской идеологией, часто поступали сверху.
Передачи выходили несколько раз в год, транслировались по 1-й программе ЦТ. Продолжительность выпуска составляла 105 −130 мин. Съёмки проходили в разных городах Советского Союза. За 15 лет вышло 52 выпуска.
Ведущей всех выпусков была Валентина Леонтьева, в 1975 году удостоенная Государственной премии СССР за участие в создании цикла.
Последний выпуск снимался в Оренбурге в 1987 году.
Цикл передач был снят с эфира в начале перестройки.

## Жанр и особенности
Надо душу отдать, тогда и в зале будут плакать.
Передача была сделана в жанре художественной публицистики. Согласно определению создателей, «От всей души» — «документальный спектакль», показывавший «историю поколения через судьбы отдельных людей», его героями были «обычные люди с необычной судьбой».
В числе героев были ветераны труда, шахтёры, рабочие заводов и фабрик, сельские труженики, врачи, учителя, рабочие династии. Сюжеты передач были посвящены сложным человеческим судьбам и строились вокруг встреч много лет назад разлучившихся и потерявших друг друга из виду родных, друзей, возлюбленных. Неожиданные для героев передач встречи происходили на записи выпусков, перед камерами — кульминацией было узнавание среди сидящих в зале своих давно потерянных близких.
Ираклий Андроников писал об одном из таких моментов:

То, что происходит… на экране, можно сравнить с искусством древних, ибо внезапно открывается ситуация, обнажающая философскую, этическую суть события… <…> Он припадает к её руке, кладёт голову на её плечо и, потрясённый, рыдает, целует её заплаканное лицо… <…> И весь зал в благоговейном молчании присутствует при этой великой и мучительной радости.
Поиск героев, сбор информации и остальная подготовительная работа осуществлялись авторами и редакторами передач — Марианной Краснянской и Ларисой Муравиной, в подготовке выпусков принимали участие Аркадий Инин, Йозеф Клементиновский, Кира Прошутинская и другие. В народном сознании передача связывалась с ведущей Валентиной Леонтьевой, ей адресовались миллионы писем телезрителей.
Для достижения эффекта неожиданности встреч в процессе сбора материала журналисты в беседах с людьми не упоминали название передачи. Записи выпусков обычно проводились в залах Домов культуры крупных предприятий, куда рабочий коллектив приглашался на вечер, герои выпуска не знали, что станут главными действующими лицами. Съёмка осуществлялась без предварительных репетиций — ведущая и участники передачи впервые встречались на записи. Перед началом съёмки помощник редактора указывал ведущей места в зале, где должны будут сидеть главные герои.
Леонтьева заучивала наизусть 60-страничные сценарии, содержащие множество имён, дат, фактов и других реалий жизни героев, которых она никогда не видела, и по свидетельствам коллег, за 52 выпуска ни разу не ошиблась — название передачи, задававшее её тональность и атмосферу, ошибок не допускало. Согласно свидетельствам современников, имена героев передач «От всей души» Леонтьева помнила до конца жизни.
По определению Леонтьевой, передача «позволяла создать психологический сиюминутный портрет человека, находящегося на гребне эмоций»:

Состояться такой встрече должна помочь ведущая. В зависимости от реакции… она должна или стать её участницей… или отойти на второй план и сохранить для этих людей атмосферу «публичного одиночества вдвоём», когда для них перестают существовать и зрительный зал, и телевизионные камеры, и ведущая. А после пика радостей, пика волнений угадать то единственное мгновение, чтобы не потерять ритм, когда пора их вернуть в реальность телевизионной передачи, на сцену большого клуба…
Передача была ориентирована на широкую зрительскую аудиторию — от детского до пенсионного возраста.

## Оценки и память
Частью идеологии СССР было убеждение, что души вообще нет. Тётя Валя одним своим появлением на экране уверяла в обратном.
В середине 1970-х годов Ираклий Андроников причислял цикл передач «От всей души» к «новым формам телевизионного репортажа, где телевидение не уступает экран театру, кино или музыке, а само является в ранге искусства и показывает жизнь так, как другие искусства её показать не могут».
«От всей души» была первой в СССР телевизионной «поисковой передачей», соединявшей потерявших друг друга близких людей. Передача была одной из самых популярных и «самых человечных» на советском телевидении — в отличие от большинства телепередач времён «застоя», она рассказывала «не только о продукции колхозов и предприятий, но и о людях, эту продукцию выпускающих».
СМИ отмечали социальное значение передачи и широкий зрительский отклик — «с её героями плакала вся страна». В городе Георгиевске была установлена памятная доска на доме, где проводились съёмки передачи.
«От всей души» вызывала и упрёки в излишней сентиментальности, передачу в шутку называли «Плачьте с нами, плачьте, как мы, плачьте лучше нас».

Обозреватели начала XXI века отмечают некоторую идеологизированность передачи. По определению ведущего исторической программы «Намедни 1961—2003: Наша эра» и автора одноимённой книги Леонида Парфёнова, «настоящий советский человек — главный типаж, воспеваемый программой». По оценке журналистки Татьяны Гобзевой, свидетельницы создания «От всей души», передача «выполняла… идеологическую задачу, вроде „воспевание и утверждение прекрасного образа советского человека, строителя коммунизма“».
Александр Градский в своей сатирической «Песне о телевидении», написанной в 80-е годы, посвятил программе «От всей души» целый куплет, где упрекает данную передачу в постановочности и жёстком сценарии:
А вот студия другая –

Передача дорогая… 

По количеству в ней выплаканных слез.

Слезы меряют на литры.

Обязательно пролиты они будут?

Да, мой друг, что за вопрос!

Ведь за этим, сна не зная,

Редактура наблюдает.

Репетируют, когда, зачем и кто.

Кто заплачет, кто завоет,

Повстречает, успокоит,

Кто споет, не дай бог, ежели не то.

Продлеваются контракты,

Улучшаются контакты.

Без антракта и без устали,

За трактом тракт.

Два часа рыдают зрители.

Программу поглядите,

И от всей души полу́чите инфаркт.

От всей души полу́чите инфаркт.
Передачу называют прообразом ток-шоу конца XX — начала XXI века.
В XXI веке название передачи «От всей души» дало имя Международному фестивалю кино- и телепрограмм для семейного просмотра, проходящему в Ульяновской области с 2008 года и посвящённому памяти Валентины Леонтьевой.

## Идейное продолжение
7 января 2007 года на канале «ТВ Центр» вышел первый выпуск передачи «От всей души. 20 лет спустя», посвящённый встрече выпускников МГСУ и длившийся около часа. Программу провели отец и дочь — Владимир и Юлия Меньшовы. Производством занималась телекомпания «Авторское телевидение», имевшая истоки в Молодёжной редакции. Задумка возникла ещё летом 2006 года и принадлежит генеральному директору «ТВ Центра» Александру Пономарёву. Изначально планировалось, что программа будет выходить раз в месяц, но из-за затратности и трудностей в организации съёмок в течение полутора лет на телеканале вышли всего пять передач (последний эфир состоялся 22 июня 2008 года). Последние четыре выпуска провели Павел и Анастасия Чухрай.

## Комментарии
1. ↑  По свидетельствам коллег, на последовавшее одновременно с закрытием программы предложение уйти на пенсию Леонтьева ответила: «Я сейчас повешу на грудь табличку с надписью „В моей смерти винить начальника“ и лягу под трамвай на ВДНХ!»[7]
2. ↑  Аллюзия на передачу «Делай с нами, делай, как мы, делай лучше нас!».